# Zurab Gedechauri
Zurab Guramovič Gedechauri (in russo Зураб Гурамович Гедехаури?; Tbilisi, 30 luglio 1994) è un lottatore georgiano naturalizzato russo, specializzato nella lotta greco-romana.

## Biografia
Ha esordito nella nazionale giovanile della Georgia, con la quale ha guadagnato l'argento ai mondiali cadetti di Szombathely 2011.
Ha iniziato a competere per la Russia nella categoria dei pesi supermassimi (130 kg) dal 2016, guadagnando l'argento ai mondiali universitari di Goiânia 2018 e il bronzo agli europei di Varsavia 2021.
È stato vicecampione iridato per la Federazione russa di lotta (a causa della squalifica per doping di Stato inflitta alla Russia) ai mondiali di Oslo 2021, dopo essere rimasto sconfitto nella finale contro l'iraniano Ali Akbar Yousefi.

## Palmarès
| Anno                                               | Manifestazione        | Sede        | Evento | Risultato | Note |
| -------------------------------------------------- | --------------------- | ----------- | ------ | --------- | ---- |
| In rappresentanza della Georgia                    |                       |             |        |           |      |
| 2011                                               | Mondiali cadetti      | Szombathely | 100 kg | Argento   |      |
| 2013                                               | Europei junior        | Sofia       | 120 kg | 8º        |      |
| In rappresentanza della Russia                     |                       |             |        |           |      |
| 2016                                               | Europei U23           | Ruse        | 130 kg | 5º        |      |
| 2017                                               | Europei U23           | Szombathely | 130 kg | 10º       |      |
| 2018                                               | Mondiali universitari | Goiânia     | 130 kg | Argento   |      |
| 2020                                               | Europei               | Roma        | 130 kg | 5º        |      |
| 2021                                               | Europei               | Varsavia    | 130 kg | Bronzo    |      |
| In rappresentanza della Federazione russa di lotta |                       |             |        |           |      |
| 2021                                               | Mondiali              | Oslo        | 130 kg | Argento   |      |